# سباستيان فيدال
سباستيان فيدال (بالإسبانية: Sebastián Vidal)‏ هو لاعب كرة قدم أرجنتيني في مركز الوسط، ولد في 18 أبريل 1989 في لانوس في الأرجنتين. لعب مع Estudiantes de Buenos Aires ‏.

## وصلات خارجية
- سباستيان فيدال على موقع قاعدة بيانات كرة القدم.إي يو (الإنجليزية)
- سباستيان فيدال على موقع Soccerway.com (الإنجليزية)